# Universitatea din Torino
Universitatea din Torino (Università degli Studi di Torino), este o instituție de invățământ superior de stat din Torino, Italia.

### Facultăți
- Facultatea de Științe Agronomice [1]
- Facultatea de Științe Economice [2]
- Facultatea de Farmacie [3]
- Facultatea de Drept [4]
- Facultatea de Litere și Filosofie [5]
- Facultatea de Limbi și Literaturi Străine [6]
- Facultatea de Medicină și Chirurgie [7]
- Facultatea de Medicină Veterinară [8]
- Facultatea de Psihologie [9]
- Facultatea de Științe ale Educației [10]
- Facultatea de Matematică, Fizică și Științe [11]
- Facultatea de Științe Politice [12]